# Fórmula de Chézy
La fórmula de Chézy, desarrollada por el ingeniero francés Antoine de Chézy, conocido internacionalmente por su contribución a la hidráulica de los canales abiertos, es la primera fórmula de fricción que se conoce. Fue presentada en 1769. La fórmula permite obtener la velocidad media en la sección de un canal y establece que:
| Símbolo           | Nombre                                                                                      | Unidad |
| ----------------- | ------------------------------------------------------------------------------------------- | ------ |
| {\displaystyle V} | Velocidad media del agua                                                                    | m/s    |
| {\displaystyle C} | Coeficiente de Chézy. Una de las posibles formulaciones de este coeficiente se debe a Bazin |        |
| {\displaystyle R} | Radio hidráulico                                                                            | m      |
| {\displaystyle S} | Pendiente longitudinal de la solera o fondo del canal                                       | m/m    |